# Laimjala kommun
Laimjala kommun (estniska: Laimjala vald, tyska: Laimjall) var en tidigare landskommun i landskapet Saaremaa (Ösel) i västra Estland. Kommunen uppgick den 23 oktober 2017 i den då nybildade Ösels kommun.
Kommunen låg på ön Ösels sydöstra sida vid kusten mot Rigabukten i Östersjön, 150 km sydväst om huvudstaden Tallinn. Centralort var byn Laimjala. Kommunen hade 607 invånare år 2011. Kommunen omfattade öarna Rampsilaid, Paelaid och Pulgalaid samt halvön Kahtla laid.

## Orter
Laimjala kommun saknade tätbebyggda orter.

### Byar
Kommunen har 24 byar:

- Aaviku
- Asva
- Audla
- Jõe
- Kahtla
- Käo
- Kapra
- Kingli
- Kõiguste
- Laheküla
- Laimjala
- Mägi-Kurdla
- Mustla
- Nõmme
- Pahavalla
- Paju-Kurdla
- Randvere
- Rannaküla
- Ridala
- Ruhve
- Saareküla
- Saaremetsa
- Üüvere
- Viltina

## Klimat
Årsmedeltemperaturen i trakten är 6 °C. Den varmaste månaden är augusti, då medeltemperaturen är 18 °C, och den kallaste är januari, med −4 °C.

## Kända Laimjalabor
- Johannes Aavik (1880–1973), estnisk språkvetare, uppväxt i byn Randvere.
- Arnold Rüütel (1928–2024), Estlands president 2001-2006, uppväxt i Laimjala.